# 平成国際大学
平成国際大学（へいせいこくさいだいがく、英語: Heisei International University）は、埼玉県加須市水深大立野に本部を置く日本の私立大学。1996年創立、1996年大学設置。大学の略称は平成国大、平国大。

## 沿革
- 1996年 - 開学。法学部法政学科（政治行政コース、法律コース）設置。
- 2000年 - 法学部法ビジネス学科（国際ビジネスコース、国際法経コース）設置。大学院法学研究科開設。
- 2007年 - 既存の2学科4コースを法学科1学科3コース（政治行政コース、法律一般コース、経営法務コース）に改組。法学部の夜間主コースを廃止。
- 2008年 - 既存の1学科3コースを法学科1学科4コース（法律一般コース、政治行政コース、 経営法務コース、スポーツ福祉政策コース）に改組。
- 2017年 - スポーツ健康学部を開設。法学部スポーツ福祉政策コースを廃止。
- 2026年 - 情報デザイン学部を開設予定。

## 学部
- 法学部
  - 法学科
    - 法律コース
    - 政経コース
- スポーツ健康学部
  - スポーツ健康学科

## 大学院
- 法学研究科（加須キャンパス、大宮サテライトキャンパス）
  - 法律学専攻（修士課程）
  - 政治・行政専攻（修士課程）

### 上級公務員試験合格支援プログラム
国家公務員II種試験などを受験する学生を支援。このプログラムへの参加は、入学後に行われる選抜試験に合格するか、特待生として入学した学生に限られる。

## 附属施設
- 平成国際大学社会・情報科学研究所
- 平成国際大学スポーツ科学研究所

国際舞台や日本のトップクラスで活躍するスポーツ選手を養成することなどを目的として設置。東京大学大学院名誉教授で日本サッカー協会参与の戸苅晴彦が所長を務めていた（2009年3月に退職）。また、東京理科大学経営学部教授の白石安男と学術的サポートを通じ、交流がある。
- 附属図書館

## 対外関係

### 国外
国際・学術交流等協定校
- 仁済大学校（韓国・慶尚南道・金海市）
- 国立高雄第一科技大学（台湾・高雄市）
- 中国文化大学（台湾・台北市）
- 淡江大学（台湾・新北市）

交換留学生協定を結んでいる大学から留学生を受け入れるとともに、日本人学生の海外留学も行われている。特にアジア地域からの留学生が大半を占める。国際大学を称する象徴的な大学行事として、学内での日本人学生と各国留学生の交流イベントがクリスマスに合わせて毎年開催されている。

### 産学連携
武蔵野銀行と産学連携協定を2019年6月11日に締結した。

## 学生生活

### サークル

#### 運動部
- 陸上競技部 - 関東学生陸上競技連盟一部校（2001年、創部4年で箱根駅伝に出場）
- 硬式野球部 - 関甲新学生野球連盟一部リーグに所属。2003年秋季リーグ戦にて優勝。
- 女子硬式野球部 - 全国タイトルは計5回（全日本女子硬式選手権優勝1回・全国大学女子硬式選手権優勝4回）。
- ウエイトリフティング部 - 全日本大学選手権大会一部（男子・女子）
- 柔道部 - 全日本学生柔道連盟、関東学生柔道連盟
- 剣道部 - 関東学生剣道連盟、埼玉学生剣道連盟
- ボクシング部 - 関東大学トーナメント二部
- サッカー部 - 関東大学サッカーリーグ二部
- バスケットボール部
- バレーボール部
- 水泳部

#### クラブ
- 総合映像技術部
- 茶道部
- HIUボランティア
- ラグビークラブ
- ダンスサークル
- 軟式野球部

#### 同好会
- 学生広報スタッフ
- ZEROの会（野球サークル）
- HIU-FTS（フットサルサークル）
- コリンチャンス（サッカーサークル）

## 大学関係者と組織

### 大学関係者一覧
- 平成国際大学の人物一覧

## その他
- 校舎・施設はテレビドラマのロケーション撮影の他、設定の参考資料やモデルとして度々使用されている。
  - 『電磁戦隊メガレンジャー』(1997-98年、テレビ朝日) - 「諸星学園高校」として。
  - 『名探偵保健室のオバさん』（1997年、テレビ朝日）‐「聖橋学園高等部」として。
  - 『伝説の教師』（2000年、日本テレビ）-「私立・新宿十二社学園」の建物類に使用された。